# ジャン＝ミシェル・ネクトゥー
ジャン＝ミシェル・ネクトゥー（Jean-Michel Nectoux、1946年11月20日 - ）は、フランスの音楽学者。とりわけガブリエル・フォーレの生涯と音楽に関する専門家として著名。
フォーレや他のフランスの作曲家に関する書籍を多数出版しており、パリで開催される主要な展覧会において責任者を務めている。

## 生涯
ネクトゥーはパリ郊外のル・ランシーに生まれた。1964年から1968年にかけてパリ大学で法学を修め、1968年から1970年の間にイヴ・ジェラールの下で音楽学を、またウラジミール・ジャンケレヴィッチの下で音楽美学を学んだ。博士論文の主題はガブリエル・フォーレと劇場であった。国立高等図書館学校（Ecole nationale supérieure des Bibliothéques、1969年 - 1970年）を修了後、ヴェルサイユ私立図書館の主任司書に任用され（1970年 - 1972年）、続いてフランス国立図書館で音楽部門の部門長として勤務した（1972年 - 1985年）。ここではラヴェル、フォーレ、バレエ・リュス、ストラヴィンスキー、マーラーなどの主要な展覧会を監督している。
開館準備中の1985年からオルセー美術館に参画したネクトゥーは、音楽活動、演奏会、学際的展示の主任キュレーターとして1997年まで活躍した。その後ラジオ・フランスの副音楽監督に就任、2000年のドビュッシー全作品連続演奏会を取り仕切った。新設された国立美術史研究所では「学術顧問」（conseiller scientifique）となっている。2009年になるとフランス音楽遺産研究所（l'Institut de recherches sur le patrimoine musical en France）へと参加している。
ネクトゥーは本業の傍ら、1972年から1985年にはRILMの秘書、また1972年から1982年にはRevue de musicologieの編集補佐を務めた。1980年に『Harmoniques』という音楽学の連続出版物を立ち上げると、モーツァルトの書簡全集などを出版した。
ネクトゥーの専門研究分野は1850年から1925年にかけてのフランスの音楽、文学、美術である。研究対象にはプルースト、マラルメ、フォーレ、ドビュッシー、ラヴェル、バレエ・リュス、ストラヴィンスキーなどが含まれる。 ニューグローヴ世界音楽大事典はネクトゥーを「フォーレに関する最大の権威」であると評している。